# 한국통사
한국통사(韓國痛史)는 박은식이 저술한 한문으로 된 한국의 민족주의 역사서이다. 1915년 6월에 상하이의 대동편역국에서 태백광노(太白狂奴)라는 가명으로 발행되었다. '통사(痛史)'라는 제목은 '아픈 역사'라는 뜻으로, 1864년 고종 즉위부터 1911년의 105인 사건까지의 47년간 한국이 일본에 주권을 뺏기게 된 경과를 주로 담고 있으며 한반도의 지리나 각 지방의 특산물, 명승·고적지, 고조선 건국부터 고종때까지의 역사도 서술하고 있다. 그 외에도 여러 사진들과 그림들이 포함되어 있어 한국의 근대사 연구에 중요한 사료이다.

## 구성
전 3편으로 구성된 본서는 제1편은 우리나라의 지리적 환경과 역사의 대개, 제2편은 대원군의 개혁정치에서부터 아관파천 이후 친일정권이 무너질 때까지, 제3편은 대한제국의 성립과 그 후의 일제의 침략과정을 취급하였다. 본서를 서술한 방법은 그가 범례에서 밝히고 있는 바와 같이, 근세신사(新史)의 체제를 따라 역사적 사실을 중심으로 장(章)을 이루고, 이 사실을 기술함에 있어서는 그 내용을 서술하기도 하고, 이에 대한 견해, 즉 비평이나 논평을 가하기도 하였으며, 또 이 사실이 유래하게 된 선행사건을 거론하기도 하고, 그 결과로서 일어나게 되는 사실을 부론(附論)하기도 하였다.
| 범례  | 참고한 서적을 약 10여 종이며 대부분 한글 및 일문판이라고 밝히고 있다 |
| 삽화  | 백두산 천지와 옛 유적지, 대한제국의 궁궐과 인물, 그리고 한일 교섭중인 인물들의 사진을 실었다. 마지막으로 '나라를 위하여 돌아가신 어른'으로 민영익과 안중근의 초상을 실었다. |
| 서    | 캉유웨이가 중국사람들을 독자로 쓴 글로 폴란드, 이스라엘, 인도, 미얀마, 베트남, 자바, 말레이시아의 선상에서 한국의 망국사를 소개하고 있다. |
| 서언  | 박은식은 서언에서 나라를 잃은 서러움을 다음과 같이 기록하였다. 이역땅에서 오랫동안 숨어 있다보니 사람 대하기가 더욱 부끄러워진다. 거리의 아이나 시장 잡배들도 나를 나라 잃은 노예라고 꾸짖는 듯하다. 천지가 비록 크기는 하나 이러한 빚을 지고 어찌 편안히 돌아갈 곳이 있겠는가!— 한국통사 39쪽, 범우사, 박은식 |
| 제1편 | 한국의 지리와 지방을 1장에서 간략하게 서술하였고, 2장에서는 단군이후의 역사를 간략하게 소개하였다. |
| 제2편 | 1863년 철종의 승하와 고종의 즉위에서부터 대한제국의 성립까지의 사건들을 기록하였다. |
| 제3편 | 1897년 대한제국의 성립에서부터 1910년 한일합방과 이듬해 신민회사건까지 사건들을 기록하였다. |
| 결론  | 발해의 망국과 그 기록의 없음에 대한제국의 망국과 그의 책을 빗대어 설명하였다. |
| 후서  | - |
| 발    | 후서와 발은 출판의 일을 맡은 한진(韓震)이 박은식 선생의 뜻을 헤아려 책을 펴는 뜻에 대하여 썼다. |

## 판본
본래 박은식은 순한문체로 한국통사를 썼으나, 1949년 박노경에 의하여 국한문체로 번역되었고 이후 이장희도 1996년에 박영사를 통해 제3판을 발간하였다.
1975년에 단국대학교 동양학연구소에서 간행한 '박은식 전서'에 상해간본 영인본이 포함되어 있다. 하와이의 재미한국인들이 1917년 국민보사를 통해 고한글체로 번역을 해 내었다. 김승일은 두 번역본을 근간으로 현대문으로 번역하여 1999년 범우사를 통해 발표하였다. 현재 <박은식전서〉(3권) 중 상권에 영인된 〈한국통사〉는 단국대학교 동양학연구소에서 소장하고 있다.

## 흥선 대원군에 대한 평가
박은식은 이 책에서, "흥선 대원군이 여러 개혁을 추진한 것은 잘한 일이나 서세동점의 시기에 나라문을 열지 않은 것은 한국이 중흥할 기회를 잃도록 한 것이며 여기에서부터 '통사'(痛史)가 시작된다"고 보았다.

## 같이 보기
- 한국독립운동지혈사